# Gà tre
Gà tre (chính xác là "gà che" theo tiếng Khmer là មាន់ចែ "moan-chae") là một giống gà bản địa đã từng khá phổ biến tại khu vực miền Nam Việt Nam, đặc biệt là Tây Nam Bộ. Là giống gà có trọng lượng khá nhỏ, trước đây chúng thường được nuôi làm cảnh. Tuy nhiên giống gà này dường như chưa được giới khoa học nghiên cứu một cách nghiêm túc, chưa thấy có tư liệu chính thức nào viết về loài này. Tên gọi của nó là "Gà Che" ("Bi-che" theo cách gọi của người Khmer, về sau, khi giống gà này phổ biến khắp Việt Nam, ngươì Việt ta lại tưởng cái tên "Che" là do dân miền Tây Nam Bộ phát âm sai nên sửa lại là Gà Tre.

## Ngoại hình

### Trọng lượng
Có thể nói đây là giống gà nhỏ nhất Việt Nam nếu không tính đến các giống gà cảnh ngoại nhập. Gà mái có trọng lượng từ 400 gam đến 600 gam, gà trống nặng từ 500 gam đến 800 gram nhưng trọng lượng lý tưởng nhất là từ 600 gam đổ lại đối với gà trống, cá biệt một vài cá thể trống chỉ nặng 400 gram mà thôi.

### Đặc điểm ngoại hình
Màu lông của gà tre hiện nay rất đa dạng về màu sắc nhưng có thể đó là sản phẩm của sự lai tạo với các giống gà khác. Căn cứ vào sự thống kê không chính thức các ý kiến của những người đã sống vào những thập niên 40, 50 thế kỉ trước ở miền Tây Nam Bộ thì gà tre có ba sắc lông chính sau:
- Gà chuối: Gà trống mang trên mình ba màu lông là trắng, đỏ và đen: Lông cổ và mã trên lưng là màu trắng ngà, có điểm sọc đen mờ ở giữa. Lông cánh thường là pha trộn các sắc lông đỏ, đen và vàng. Lông ngực, bụng và đuôi có màu đen tuyền. Gà mái với bộ lông pha lẫn giữa trắng và đen. Gà chuối chiếm số lượng xấp xỉ 60% lúc bấy giờ.
- Gà điều: Gà trống có phần thân và đuôi có màu sắc như gà chuối nhưng lông cổ và lông mã trên lưng có màu đỏ lửa hoặc đỏ tía có thể nói là giống với màu lông của các loại gà rừng Đông Nam Á, gà mái có màu vàng nâu lẫn với màu đen. Số lượng gà điều thường chiếm dưới 30%.
- Màu sắc khác: Một số cá thể trống có màu sắc như gà chuối nhưng khoảng 1/3 lông cổ tính từ đầu trở xuống và phần lông mã giữa lưng lại có màu đỏ tía, sự kết hợp hết sức hài hòa giữa hai màu lông trắng và đỏ tạo cho các cá thể này có ngoại hình thu hút khá đặc biệt.Màu vàng ở cổ và màu trắng muốt ở thân.

Các màu khác như đen, xám, trắng, vàng...Trước đây rất ít phổ biến và bị xem như không thuần chủng.
Lông gà bóng mượt, khá dài và ôm chứ không quá xù như một số gà cảnh ngoại nhập hiện nay.
- Màu sắc mỏ và chân: Lý tưởng nhất cho gà thuần chủng là màu vàng tươi.Mỏ xinh xinh như hình tam giác.
- Mào gà: Phổ biến nhất là mồng lái, kích thước vừa phải và luôn thẳng đứng gần giống mồng gà rừng.
- Đuôi: Đuôi gà nghiên một góc 30 đến 40 độ so với mặt đất với nhiều lớp lông phủ lên nhau, lông đuôi gà trống thường dài và nhiều. uốn cong thành một cung tròn, những sợi dài nhất có thể dài chạm đất, thậm chí kéo lê trên đất hai, ba xăng-ti-mét. Tuy nhiên đuôi gà tre Nam Bộ lại không xòe rộng sang hai bên theo kiểu đuôi tôm.
- Chân: Chân gà tre Nam Bộ tương đối cao so với các giống gà cảnh ngày nay với cẳng chân thon, nhỏ dài bằng với đùi gà nhưng rất nhanh nhẹn trong việc bới đất,kiếm mồi. Gà trống có bộ cựa rất phát triển, thường là cựa kim dài và cong vút rất lợi hại
- Vóc dáng tổng thể: Gà có vóc dáng cao khá gọn gàng, đẹp mắt, tiếng gáy thanh, dáng đi nhẹ nhàng và khỏe mạnh.

## Sinh trưởng, nuôi dưỡng
Trước đây gà tre được nuôi thả trong vườn nhà và gần như không thể thích nghi với điều kiện nuôi nhốt, cụ thể là chúng rất khó sinh sản nếu nhốt trong chuồng hẹp, khoảng thập niên tám mươi người viết bài này đã thử nhốt chung một cặp gà trưởng thành vào chuồng có kích thước 80x80x80mm. Gà mái vẫn đẻ trứng nhưng không có trống do gà trống không đạp mái.

### Khả năng sinh sản
Gà có thể trưởng thành sau sáu tháng nuôi tuy nhiên để thật sự thành thục thì phải sau tám tháng với gà mái và một năm đối với gà trống. Khả năng đẻ trứng của gà mái có sự thay đổi tùy theo cá thể. Nếu để sinh sản tự nhiên gà đẻ khoảng ba đến bốn lứa một năm. Nếu ta lấy trứng không cho gà ấp thì mỗi lứa trứng sẽ cách nhau từ hai mơi đến ba mươi ngày. Số lượng trứng mỗi lúa thường trên dưới mười quả, một số cá thể có thể đẻ liên tục hai mươi quả trên một lứa. Tuy nhiên đây là giống gà ít được nuôi phổ biến nên một số trường hợp bị thoái hóa do cận huyết số trứng mỗi lứa có khi chỉ là năm sáu quả mà thôi, thậm chí gà đẻ không liên tục.
Theo chương trình nghiên cứu về việc Lai Tạo và Phát triển giống Gà Tre của Hợp Tác Xã Chấn Phong, Gà Tre có khối lượng cơ thể gà con lúc mới nở là 16,5 – 21,2 g. Lúc 8 tuần tuổi gà trống 371,2 – 420,3 g/con; gà mái 337,30 – 368,7 g. Đến 20 tuần tuổi gà trống 857,22 – 910,8 g/con, gà mái 565,3 – 586,6 g/con. Sản lượng trứng 50-60 quả /mái/năm, nặng 21-22g kích thước trứng bằng 2 ngón tay.Gà tre có thịt rất thơm ngon, ngoài ra được dùng làm cảnh và thi chọi ở nhiều nơi trong nước ta.

### Sức đề kháng
Gà tre thuần chủng có sức đề kháng khá tốt đối với dịch bệnh, tuy nhiên gà con thường yếu trong giai đoạn tháng đầu tiên sau khi nở.

### Tính hiếu chiến và chiếm hữu lãnh thổ
Gà tre trống rất hiếu chiến và có tính bảo vệ lãnh thổ rất cao đối với những đối thủ cạnh tranh nhưng sẵn sàng bỏ qua cho những con trống cùng bầy nếu như những con này chịu phục tùng nó, tức là không được gáy trước mặt nó và dĩ nhiên là không được tranh giành gà mái với nó.
Gà tre trống đá rất giỏi và lì đòn, nhất là các con gà được hai năm tuổi trở lên (nếu nhỏ hơn tuổi này chúng rất dễ bỏ chạy khi đang đá để rồi sau đó quay lại đá tiếp rồi lại bỏ chạy cứ thế lặp đi lặp lại vài lần rồi chạy hẳn), khi đó chúng có thể đánh bại những đối thủ nặng ký hơn gấp ba, bốn lần thuộc các giống gà thịt, thậm chí gà chọi (gà nòi) tơ cũng không phải là đối thủ. Một trận đấu của hai con gà tre trưởng thành kéo dài vài tiếng đồng hồ là thường. Nhiều người cho rằng chúng đá tới chết là hơi phóng đại, tuy nhiên một trong hai con có thể chết sau đó do bị thương quá nặng hoặc không thể nào phục hồi lại thể lực là có thật.

## Tình trạng bảo tồn
Trong khoảng hai mươi năm trở lại đây, gà Tre Nam Bộ bị suy giảm số lượng nghiêm trọng do các nguyên nhân sau:
- Không mang lại hiệu quả kinh tế nên không được nuôi.
- Bị lai tạo với các giống gà thịt khác để tăng trọng lượng rồi bán về thành thị làm món đặc sản vì thịt gà tre vốn có tiếng là ngon.
- Bị lai tạo với gà chọi (gà nòi lông), gà Mỹ, Asil, Pêru, Mã Lai nhằm cải thiện tầm vóc, thể lực và khả năng dùng cựa sắt phục vụ cho giới chọi gà.
- Cơn sốt các giống gà cảnh khác như gà tre Tân Châu mà thực ra là một sản phẩm lai tạo từ gà tre Nam Bộ với các giống gà khác của những người nuôi gà cảnh vùng An Giang, gà tre Thái Lan, Malaysia, Nhật Bản... đã thúc đẩy những người nuôi gà cảnh ít ỏi còn lại từ bỏ giống gà tre nguyên thủy hoặc lai tạo chúng với các giống gà trên càng làm cho gà tre Nam Bộ tiến nhanh đến nguy cơ tuyệt chủng.

Gà tre Nam Bộ là một nguồn gen độc đáo của Việt Nam nhưng do không được quan tâm nên số phận chúng đã gần như mai một. May ra ở đâu đó thuộc những nơi vùng sâu vùng xa còn sót lại một vài nhóm cá thể thuần chủng. Nếu có thì chúng cũng rất dễ suy thoái do cận huyết hoặc bị lai tạo với các giống gà khác do tập quán nuôi thả tự nhiên và sự thiếu quan tâm của nhiều người.